# Черрето-Лациале
Черрето-Лациале (итал. Cerreto Laziale) — коммуна в Италии, располагается в регионе Лацио, в провинции Рим.
Население составляет 1156 человек (2008 г.), плотность населения составляет 98 чел./км². Занимает площадь 12 км². Почтовый индекс — 20. Телефонный код — 0774.
Покровителем коммуны почитается святой Себастьян, празднование 20 января.

## Демография
Динамика населения:

## Города-побратимы
- Сивриё (Франция, с 1998)

## Администрация коммуны
- Официальный сайт: http://www.comunecerretolaziale.it/